# Jiuzhou International Tower
La Jiuzhou International Tower es un rascacielos situado en Nanning, China. Sus obras empezaron en 2012 y se terminaron en 2017. Tiene una altura de 318 metros y 71 pisos, que lo hacen el segundo edificio más alto de Nanning y el 43.º más alto de China.